# Maria Königin (Isselhorst)
Maria Königin ist eine römisch-katholische Kirche im Stadtteil Isselhorst der ostwestfälischen Kreisstadt Gütersloh.
Das Kirchspiel Isselhorst war durch seine frühere Zugehörigkeit zur Grafschaft Ravensberg lange Zeit protestantisch geprägt. Nach dem Zweiten Weltkrieg ließen sich verstärkt Vertriebene in dem Ort nieder, die katholischen Glaubens waren. In Ermangelung einer eigenen Kirche fanden die Gottesdienste in der Turnhalle der Alten Schule statt. Auch gestattete die evangelische Gemeinde Gottesdienste in der Evangelischen Kirche. Unter den Katholiken wuchs dennoch der Wunsch nach einem eigenen Kirchengebäude.
1955 konnte ein ca. 2.000 m² großes Grundstück an der Straße „Auf dem Felde“ erworben werden. Am 23. September 1956 erfolgte die Grundsteinlegung durch Dechant Heinrich Sunder unter Assistenz von Vikar Johannes Joachim Degenhardt. Das Richtfest wurde am 5. November 1956 gefeiert. An Christi Himmelfahrt des Jahres 1957, dem 30. Mai, wurde die Kirche vom Paderborner Weihbischof Franz Hengsbach geweiht. Die Baukosten beliefen sich auf 130.000 DM.
1971 wurde die Kirche renoviert und vom Künstler Heinz Hollenhorst entsprechend der Liturgiereform neu gestaltet.
Auf Grund der Eingemeindung von Isselhorst, Ebbesloh und Niehorst in die Stadt Gütersloh gehört die Gemeinde seit dem 1. März 1980 als Filialgemeinde zur Pfarrvikarie Heilige Familie im Pastoralverbund Gütersloh-Nordring.